# Laurentiussalen
Laurentiussalen (finska: Laurentius-sali) är ett konserthus i Lojo i sydvästra Finland. Salen som färdigställdes år 1983 är en del av Laurentiushuset vilket hyser bland annat ett dagis, skolor och en musikinstitut. Laurentiussalen med närmare 500 platser används främst för konserter och föredrag. Salen är Lojo stadsorkesters hemmascen. Byggnadens andra del, Sibeliusflygeln, kan användas för servering under pauserna samt för fester, utställningar och mindre mässor.
Akustiken i Laurentiussalen har planerats av Alpo Halme.